# Барбала
Барбала (также Барбола; укр. Барбала, крымскотат. Barbala, Барбала) — горная речка (овраг) на южном берегу Крыма, правый приток реки Учан-Су. Находится на территории городского округа Ялта. Длина водотока 1,2 километра, площадь водосборного бассейна — 5,3 км², уклон русла 267 м/км и общее падение 905 м.

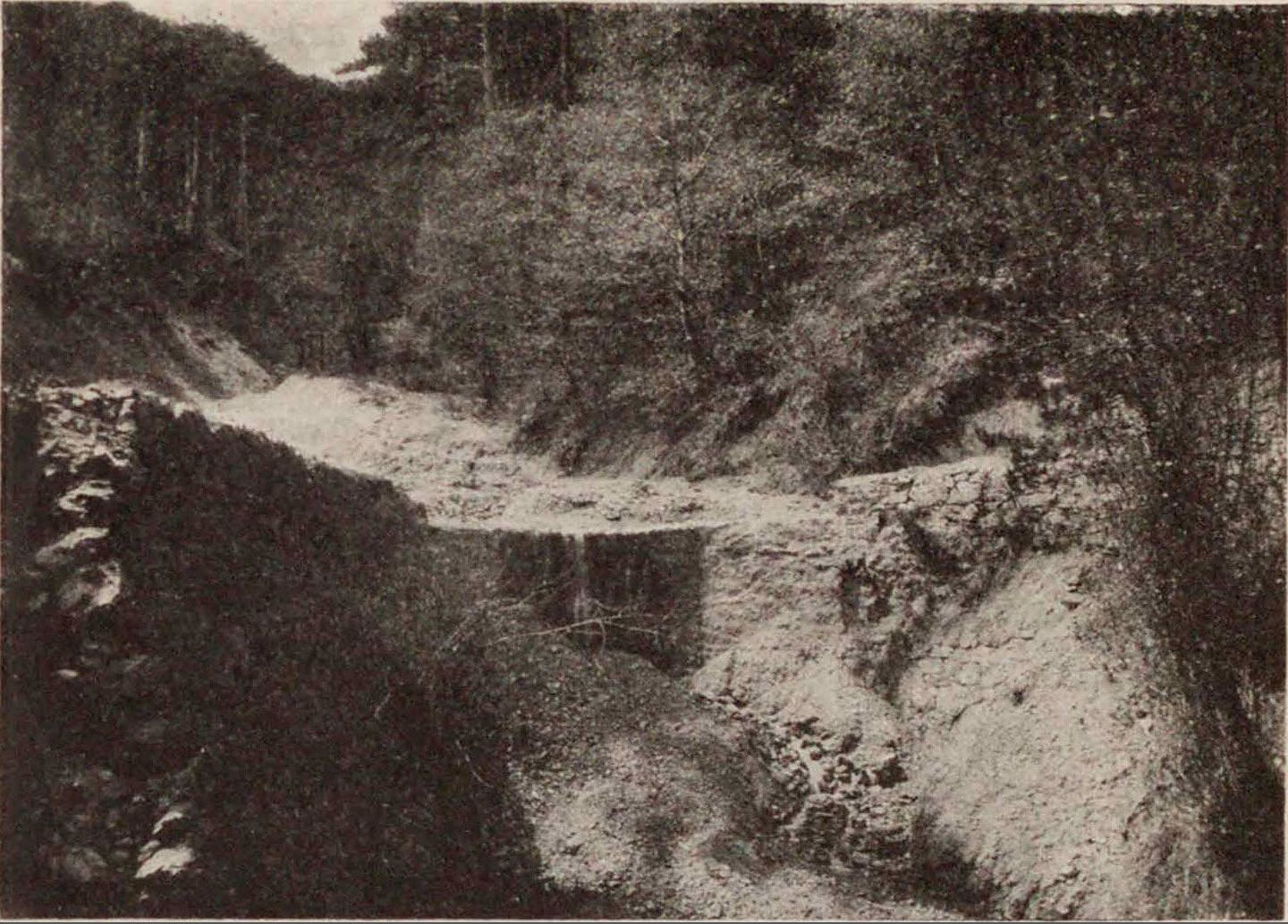
Мост в ущелье реки Барбала на 9 версте шоссе Бахчисарай — Ялта, 1911 г.

## Название
Название Барбала встречается в статье Юрия Шутова «Рождённые в горах», в справочнике «Поверхностные водные объекты Крыма» и в производных от него работах, также на современных картах. В труде Николая Рухлова «Обзор речных долин горной части Крыма» 1915 года применён вариант Барбола.

## География
Речка начинается крутым оврагом в известняках Ай-Петринской яйлы, питаемом карстовыми водами. Ниже, на высоте около 890 м русло становится более пологим, река течёт по скальному руслу, усыпанному крупными валунами, отделяя от Ай-Петри массив Могаби, постепенно вступая в район каменных и глинистых наносов. Среднемноголетний сток, измеренный в районе шоссе на Ай-Петри, составлят 0,030 м³/сек, согласно справочнику «Поверхностные водные объекты Крыма», у реки притоков нет, впадает в реку Учан-Су на окраине посёлка Куйбышево в 5 км от устья (вероятно, какая-то ошибка, поскольку у впадающего выше по течению Яузлара этот показатель 3,7 км) на высоте 230 м над уровнем моря, водоохранная зона реки установлена в 50 м.